# Biscutella carolipauana
Biscutella carolipauana es una especie de planta herbácea y  medicinal  perteneciente a la familia Brassicaceae (=Cruciferae). 

## Descripción
Es una planta leñosa en la parte basal, que puede llegar a alcanzar como medio metro de altura. Las hojas presentan pelos ásperos en superficie y en los márgenes se observan dientes estrechos que se repliegan hacia la base foliar. Se trata de una especie cercana a Biscutella calduchii, de la cual parece haberse originado por introgresión con Biscutella stenophylla.

## Hábitat y distribución
Se encuentra en sobre terrenos pedregosos o con suelo somero, en sustratos silíceos o calcáreos descarbonatados en Castellón y Valencia.

## Taxonomía
Biscutella carolipauana fue descrita por Stübing, Peris & Ramón Figuerola y publicado en Willdenowia 21: 59 1991.
Etimología
Biscutella: nombre genérico que deriva del Latín bi= «doble» y scutella = «pequeña copa».
carolipauana: epíteto

## Nombres vernáculos
Castellano: Anteojos